# Courtney Love
Courtney Love (rojena Courtney Michelle Harrison), ameriška rock glasbenica in igralka, * 9. julij 1964, San Francisco, Združene države Amerike.
Courtney je najbolj poznana kot glavna pevka in tekstopiska za rockerski band Hole in po njenem dvoletnem zakonu s Kurtom Cobainom, glavnim pevcem skupine Nirvana. Revija Rolling Stone jo je oklicala za »najbolj kontroverzno žensko v zgodovini rocka«.